# 8945 Cavaradossi
8945 Cavaradossi eller 1997 CM är en asteroid i huvudbältet som upptäcktes den 1 februari 1997 av den italiensk-amerikanske astronomen Paul G. Comba vid Prescott-observatoriet. Den är uppkallad efter karaktären Cavaradossi i operan Tosca.
Asteroiden har en diameter på ungefär 9 kilometer.